# المدرسة القيصرية (بغداد)
المدرسة القيصرية  مدرسة تاريخية تقع في بغداد، يعود تأسيسها إلى العصر العباسي. وهي من المدارس التي تقع في الجزء الشرقي من المدينة بالقرب من رباط الشيخ أبي النجيب السهرودي. أقام بها فخر الدين النوقاني حتى وفاته عام 1195. إلا أن المدرسة لم تعد موجودة اليوم.